# La Règola
La Règola és un poble que pertany al municipi d'Àger, a l'esquerra del riu Fred, a l'est de la vila. L'any 2019 tenia 17 habitants.
Fou un dels primers nuclis repoblats per Arnau Mir de Tost en una carta de poblament del 1049. El 1300, l'abat Àger, senyor del lloc, augmentà els privilegis i exaccions de prestacions personals. L'església parroquial és dedicada a sant Julià. El 1056 és cita el castell de la Règola.
Fou municipi independent fins a meitat del segle xix quan s'incororà a Àger.